# NGC 2424
NGC 2424 ist eine Balken-Spiralgalaxie vom Hubble-Typ SBb im Sternbild Luchs. Sie ist rund 150 Millionen Lichtjahre von der Milchstraße entfernt.
Das Objekt wurde  am 6. Februar 1885 von dem Astronomen Edouard Stephan mit einem 48-cm-Teleskop entdeckt.